# 戦極 〜第八陣〜
戦極 〜第八陣〜（せんごく だいはちじん）は、日本の総合格闘技団体「戦極」の大会の一つ。2009年5月2日、東京都渋谷区の国立代々木競技場第二体育館で開催された。

## 大会概要
戦極フェザー級（-65kg）グランプリ2009の2回戦が行われ、マルロン・サンドロ、金原正徳、小見川道大、日沖発が準決勝進出を果たした。
キャリア8戦全勝のスタニスラブ・ネドコフが戦極デビュー。

## 試合結果

### オープニングファイト
第1試合 フェザー級ワンマッチ 5分2R
○  齋藤裕俊 vs.  阿部剛卓 ×
1R 2:52 腕ひしぎ十字固め
第2試合 フェザー級ワンマッチ 5分2R
○  大澤茂樹 vs.  石橋幸太 ×
2R終了 判定3-0（20-18、20-19、20-19）

### 本戦カード
第1試合 ライト級ワンマッチ 5分3R
○  毛利昭彦 vs.  真騎士 ×
1R 4:20 失格（サッカーボールキック）
第2試合 ライトヘビー級ワンマッチ 5分3R
○  スタニスラブ・ネドコフ vs.  トラビス・ビュー ×
3R 0:42 TKO（レフェリーストップ：右ストレート→パウンド）
第3試合 ウェルター級ワンマッチ 5分3R
○  瀧本誠 vs.  マイケル・コスタ ×
1R 3:31 ヒールホールド
第4試合 フェザー級グランプリ2009 2回戦 5分3R
○  マルロン・サンドロ vs.  ニック・デニス ×
1R 0:19 KO（左フック→パウンド）
※サンドロがグランプリ準決勝進出。
第5試合 フェザー級グランプリ2009 2回戦 5分3R
○  金原正徳 vs.  ジョン・チャンソン ×
3R終了 判定3-0（30-29、30-29、29-28）
※金原がグランプリ準決勝進出。
第6試合 ライトヘビー級ワンマッチ 5分3R
○  シャンジ・ヒベイロ vs.  KEI山宮 ×
3R 0:51 KO（右フック）
第7試合 ライト級ワンマッチ 5分3R
○  横田一則 vs.  レオ・サントス ×
3R終了 判定2-1（30-28、30-29、28-29）
第8試合 フェザー級グランプリ2009 2回戦 5分3R
○  小見川道大 vs.  ナム・ファン ×
1R 4:52 TKO（レフェリーストップ：パウンド）
※小見川がグランプリ準決勝進出。
第9試合 フェザー級グランプリ2009 2回戦 5分3R
○  日沖発 vs.  ロニー・牛若 ×
1R 3:09 三角絞め
※日沖がグランプリ準決勝進出。